# Malcom (Iowa)
Malcom es una ciudad ubicada en el condado de Poweshiek en el estado estadounidense de Iowa. En el Censo de 2010 tenía una población de 287 habitantes y una densidad poblacional de 181,36 personas por km².

## Geografía
Malcom se encuentra ubicada en las coordenadas 41°42′27″N 92°33′27″O / 41.70750, -92.55750. Según la Oficina del Censo de los Estados Unidos, Malcom tiene una superficie total de 1.58 km², de la cual 1.58 km² corresponden a tierra firme y (0%) 0 km² es agua.

## Demografía
Según el censo de 2010, había 287 personas residiendo en Malcom. La densidad de población era de 181,36 hab./km². De los 287 habitantes, Malcom estaba compuesto por el 98.61% blancos, el 0.35% eran afroamericanos, el 0.35% eran amerindios, el 0% eran asiáticos, el 0% eran isleños del Pacífico, el 0% eran de otras razas y el 0.7% pertenecían a dos o más razas. Del total de la población el 1.05% eran hispanos o latinos de cualquier raza.